# Индила
Индила, рођена Адила Седраја (фр. Adila Sedraïa, Париз, 26. јун 1984), француска је кантауторка.

## Биографија
Индила је релативно дискретна по питању своје биографије; она себе сматра уобичајеном и жели да остане тако Међутим, она себе описује као „дете света”. Индила тврди да има алжирско, али и камбоџанско, индијско и египатско порекло те да не припада ни једној нацији. На Индилу утичу бројни уметници као што су Мајкл Џексон, Исмаил Ло, Жак Брел, Едит Пијаф која је њен велики узор и Лата Мангешкар индијска репродукцијска певачица.

## Каријера
Индила је сарађивала са многим музичарима као што су Soprano, TLF, Rohff, Nessbeal, L'Algérino, DJ Abdel, Patrick Bruel, ou Youssoupha. Њен први сингл Dernière danse, који је изашао 13. новембра 2013. део је њеног првог албума Mini World, издат 24. фебруара 2014, а издавач је Capitol Music France.
У марту 2014, Индила је најавила свој други албум, а у октобру 2014. реиздање албума  који је изашао 17. новембра 2014. Захваљујући овом албуму, 13. фебруара 2015. добила је најпознатије музичко признање Victoire de la musique.
Индила је гостовала 26. јуна 2015. у београдској Комбанк арени у оквиру фестивала New Divas.
Поред многобројних концерата у Француској, Индила је одржала концерте и у градовима Турске, Грчке, Румуније, Чешке, Црне Горе и Пољске (где је била певачица године по броју проданих дискова).

## Дискографија
Индилина дискографија састоји се од албума  који је изашао 2014. године, као и од неколико синглова.
| Назив      | Детаљи албума                                                    | Позиција | Позиција | Позиција | Позиција | Позиција | Позиција | Сертификација                                 |
| Назив      | Детаљи албума                                                    | ФРА      | БЕЛ (VL) | БЕЛ (WA) | НЕМ      | ПОЉ      | ШВА      | Сертификација                                 |
| ---------- | ---------------------------------------------------------------- | -------- | -------- | -------- | -------- | -------- | -------- | --------------------------------------------- |
| Mini World | - Издато: 24. фебруар 2014. године - Лабел: Capitol Music France | 1        | 16       | 1        | 32       | 1        | 11       | - ФРА: Diamond - ПОЉ: Diamond - БЕЛ: Platinum |

### Песме
| Назив                  | Година | Позиција | Позиција | Позиција | Позиција | Позиција | Позиција | Позиција | Позиција | Позиција | Позиција | Серификација                     | Албум      |
| Назив                  | Година | ФРА      | АУС      | БЕЛ)     | БЕЛ (WA) | НЕМ      | ПОЉ      | ШВА      | ГРЧ      | ИЗР      | ТУР      | Серификација                     | Албум      |
| ---------------------- | ------ | -------- | -------- | -------- | -------- | -------- | -------- | -------- | -------- | -------- | -------- | -------------------------------- | ---------- |
| "Dernière danse"       | 2013   | 2        | 72       | 5        | 2        | 47       | 3        | 15       | 1        | 1        | 1        | - ФРА: Платинум - Бел: Платиниум | Mini World |
| "Tourner dans le vide" | 2014   | 13       | 2        | 18       | 11       | 28       | 78       | 89       | 10       | 96       | 23       |                                  | Mini World |
| "S.O.S"                | 2014   | 8        | —        | —        | 3        | —        | 6        | 60       | 10       | —        | —        |                                  | Mini World |
| "Run run"              | 2014   | 59       | —        | —        | —        | —        | —        | —        | —        | —        | —        |                                  | Mini World |
| "Love story"           | 2014   | 57       | —        | —        | 49       | —        | —        | —        | —        | —        | —        |                                  | Mini World |
| "Parle à ta tête"      | 2019   | 2*       | —        | —        | 42 (tip) | —        | —        | —        | —        | —        | —        |                                  |            |

### Друге песме
| Назив                 | Година | Позиција | Албум                                    |
| Назив                 | Година | ФРА      | Албум                                    |
| --------------------- | ------ | -------- | ---------------------------------------- |
| "Tu ne m'entends pas" | 2014   | 116      | Mini World                               |
| "Boîte en argent"     | 2014   | 121      | Mini World                               |
| "Mini World"          | 2014   | 136      | Mini World                               |
| "Ego"                 | 2014   | 149      | Mini World                               |
| "Comme un bateau"     | 2014   | 153      | Mini World                               |
| "Feuille d'automne"   | 2014   | 80       | Mini World Limited Edition (Бонус песме) |
| "Ainsi bas la vida"   | 2014   | 103      | Mini World Limited Edition (Бонус песме) |

### Истакнути уметник
| Назив                                             | Година | позиција | позиција      | позиција | Албум          |
| Назив                                             | Година | ФРА      | БЕЛ (WA)      | ШВЕ      | Албум          |
| ------------------------------------------------- | ------ | -------- | ------------- | -------- | -------------- |
| "Criminel" (TLF feat. Indila)                     | 2010   | —        | —             | —        | Renaissance    |
| "Poussière d'empire" (Nessbeal feat. Indila)      | 2010   | —        | —             | —        | NE2S           |
| "Hiro" (Soprano feat. Indila)                     | 2010   | 26       | 27            | —        | La colombe     |
| "Thug mariage" (Rohff feat. Indila)               | 2011   | —        | —             | —        | La cuenta      |
| "Bye Bye Sonyé" (DJ Abdel feat. Indila)           | 2011   | —        | —             | —        | Evolution 2011 |
| "Dreamin" (Youssoupha feat. Indila & Skalpovitch) | 2012   | 14       | 8* (Ultratip) | 65       | Noir désir     |
| "Garde L'équilibre" (H Magnum feat. Indila)       | 2015   | 96       | —             | —        | Gotham City    |
| "Carrousel" (Amir Haddad feat. Indila)            | 2020   | 191      | —             | —        | Ressources     |

### Други вокали
| Title          | Извођач     | Година | Албум               |
| -------------- | ----------- | ------ | ------------------- |
| "Invitaation"  | Vitaa       | 2009   | Celle que je vois   |
| "Trinité"      | L'Algérino  | 2010   | Effet miroir        |
| "À L'ancienne" | 113         | 2010   | Universel           |
| "Press pause"  | OGB         | 2011   | La mémoire          |
| "Yema"         | Kayna Samet | 2012   | A coeur ouvert      |
| "Plus jamais"  | Sultan      | 2012   | Des Jours Meilleurs |